# Holocaustmonument (Berlijn)
Het Holocaustmonument (formele naam: Denkmal für die ermordeten Juden Europas) in Berlijn is een monument ter herdenking van de Jodenvervolging tijdens de Tweede Wereldoorlog. Het bestaat uit 2711 betonblokken variërend in hoogte van 20 cm tot 4,70 meter met een onderlinge tussenruimte van 95 cm. Door een bouwfout is een blok voor onderzoek verwijderd en niet meer terug geplaatst, waardoor er nu nog maar 2710 betonblokken staan. Onder het veld met de blokken is een expositieruimte ingericht. De Amerikaanse architect Peter Eisenman heeft het monument ontworpen. Het veld met de golvende blokken roept volgens hem een gevoel van desoriëntatie en isolement op en is symbolisch voor de ervaringen van de Joodse bevolking tijdens het nazibewind.
Het motto van het monument is een tekst van de Italiaanse schrijver Primo Levi, zelf overlevende van het vernietigingskamp Auschwitz: 'Het is gebeurd en daarom kan het weer gebeuren. Dat is de kern van wat wij te zeggen hebben.'
De betonblokken zijn aan de buitenzijde voorzien van een speciale chemische laag waardoor graffiti gemakkelijk te verwijderen is. Producent van deze laag is het farmaceutische bedrijf Degussa. Na berichten dat dit bedrijf tijdens de Holocaust mede-eigenaar was van het bedrijf dat Zyklon B produceerde voor het Derde Rijk, werd de bouw van het monument tijdelijk onderbroken. Na onderzoek werd besloten dat het bedrijf inmiddels voldoende afstand had genomen van zijn verleden.
Het monument werd op 10 mei 2005 ingewijd.

## Afbeeldingen

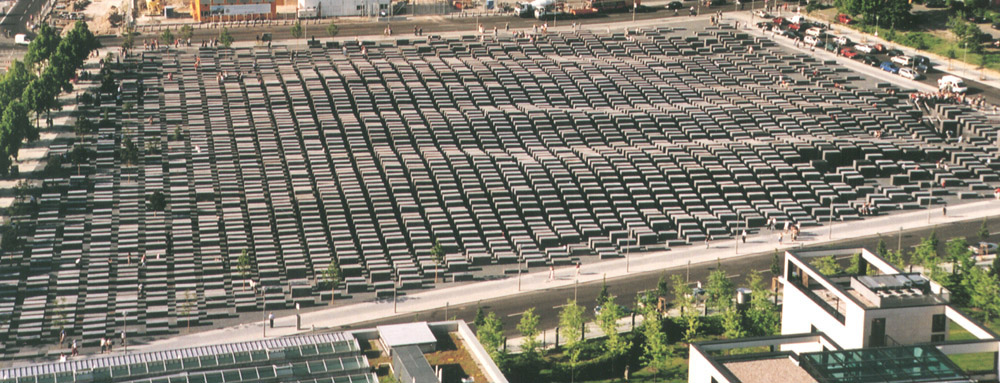
Luchtfoto van het monument
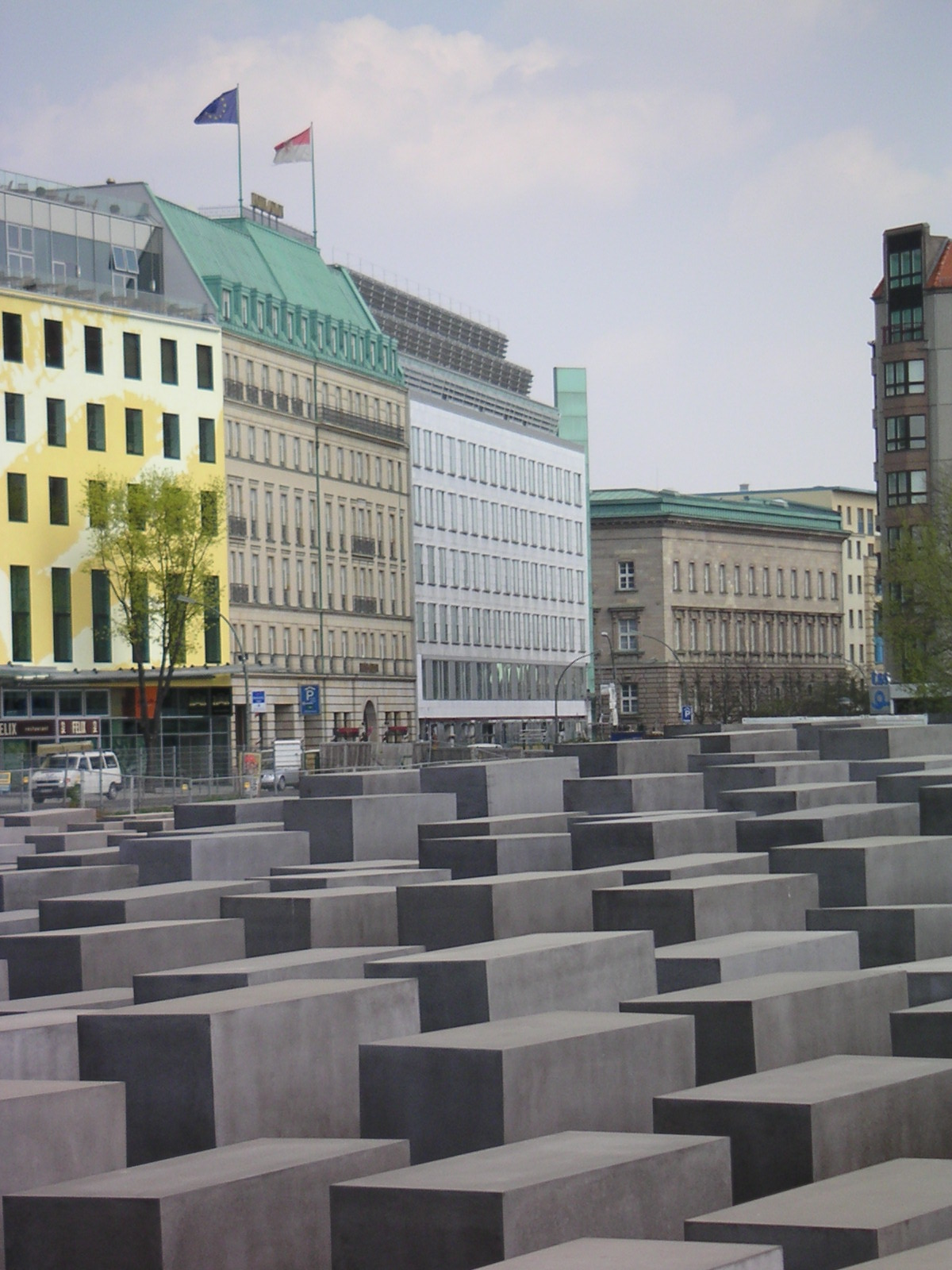
Voorjaar 2004
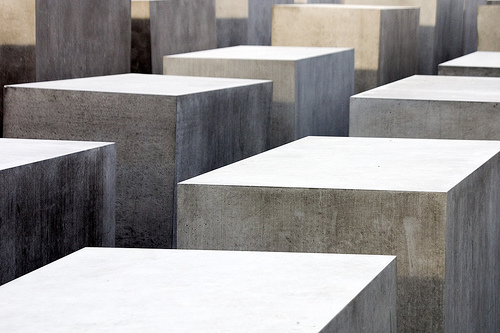
Blok voor blok
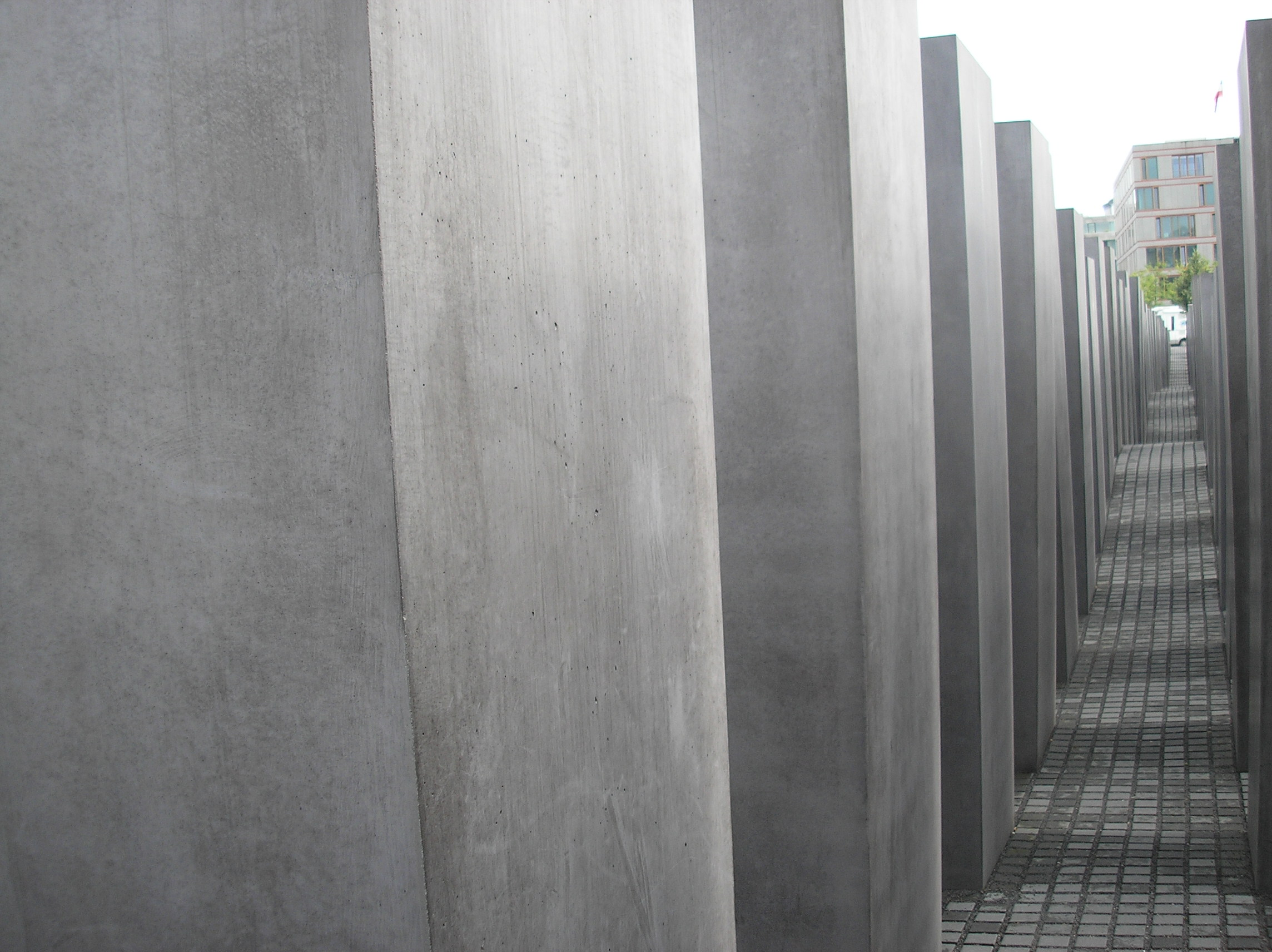
Waarheen?
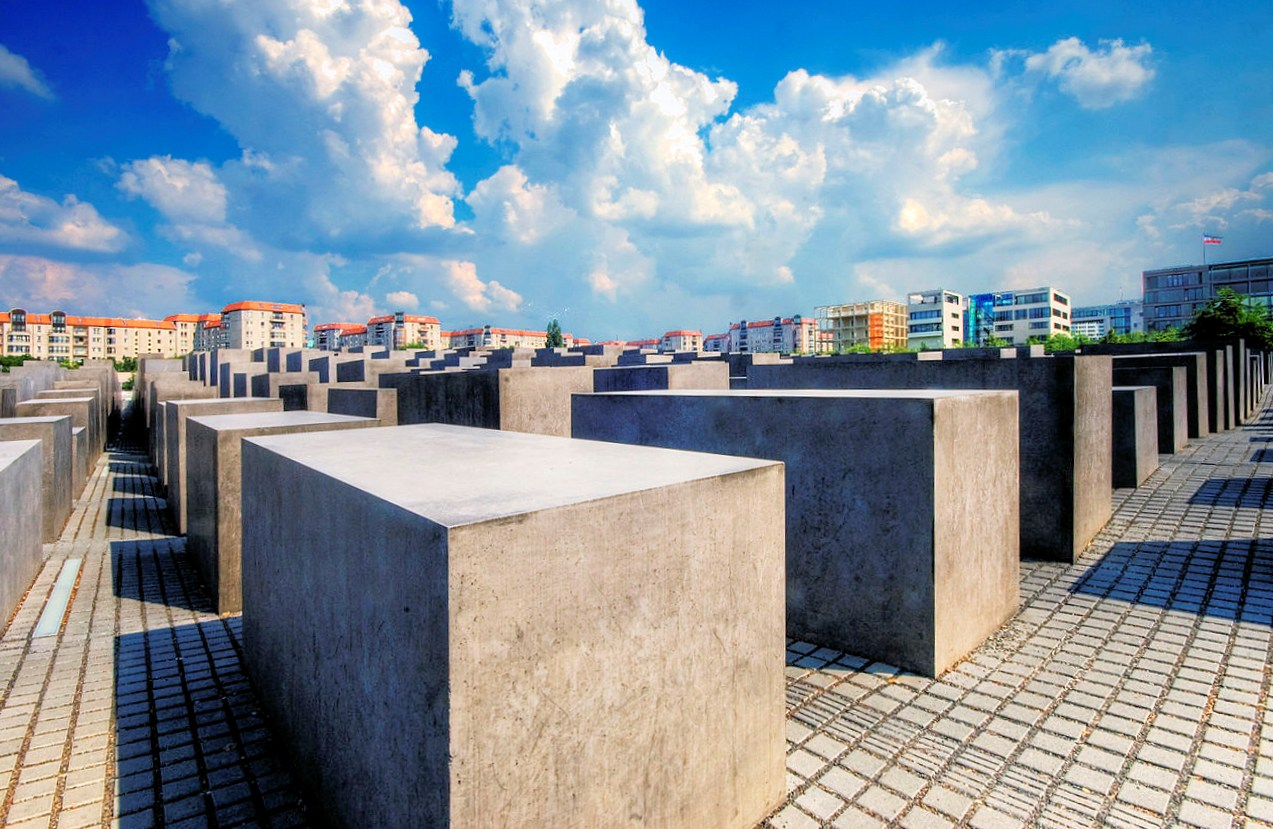
De lucht is onschuldig
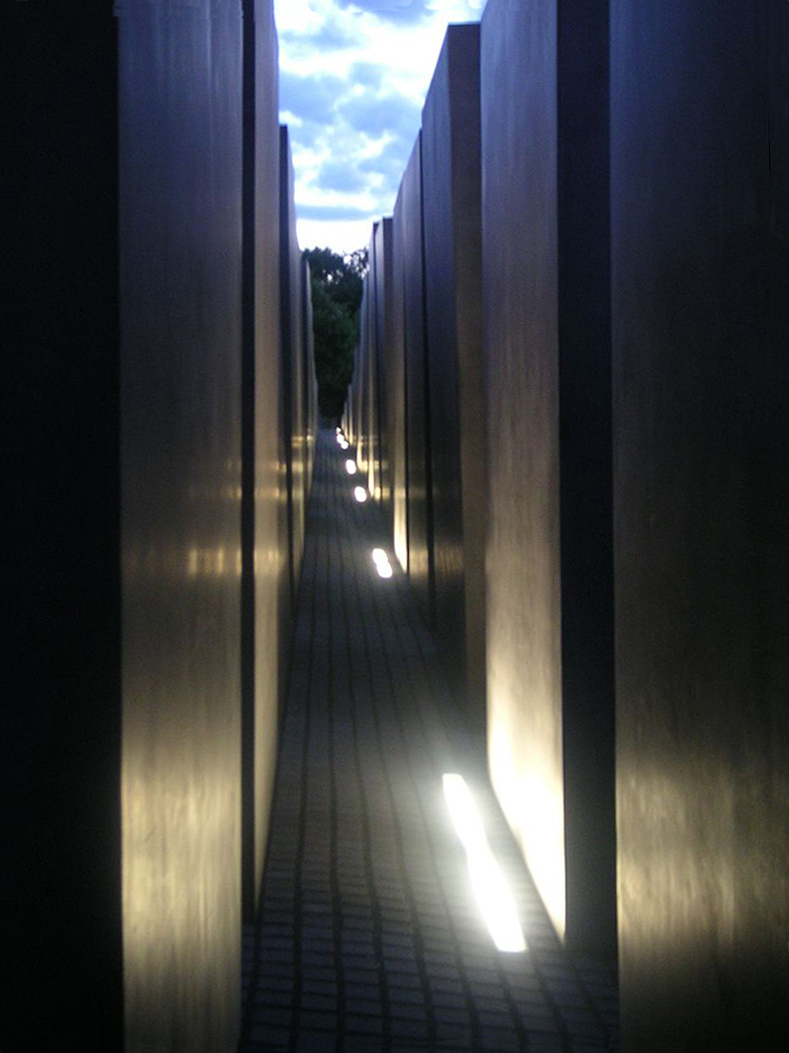
Binnen in het monument
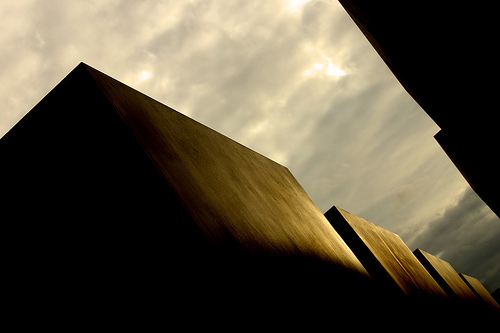
Blik naar de hemel
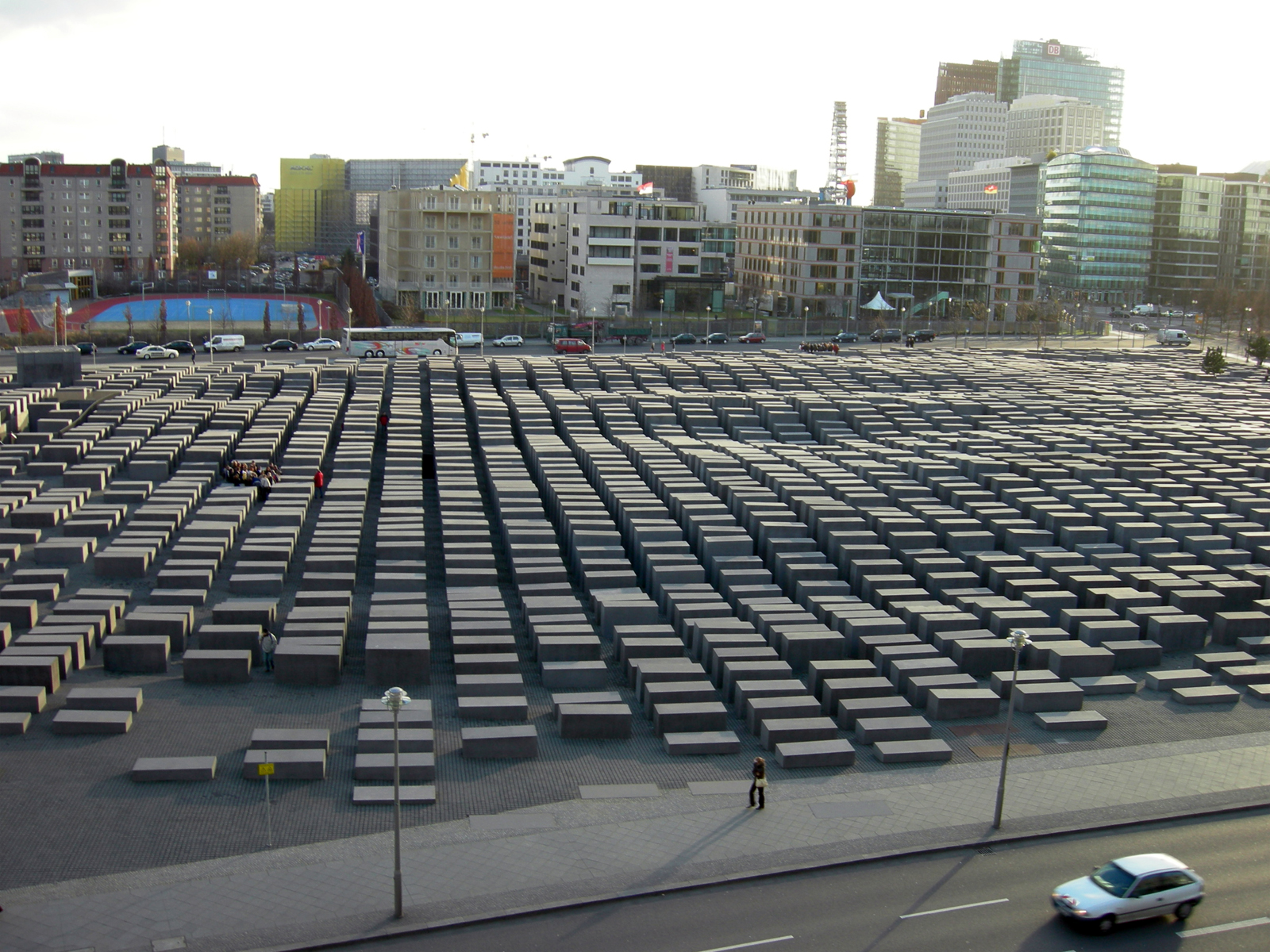
Laat op de middag
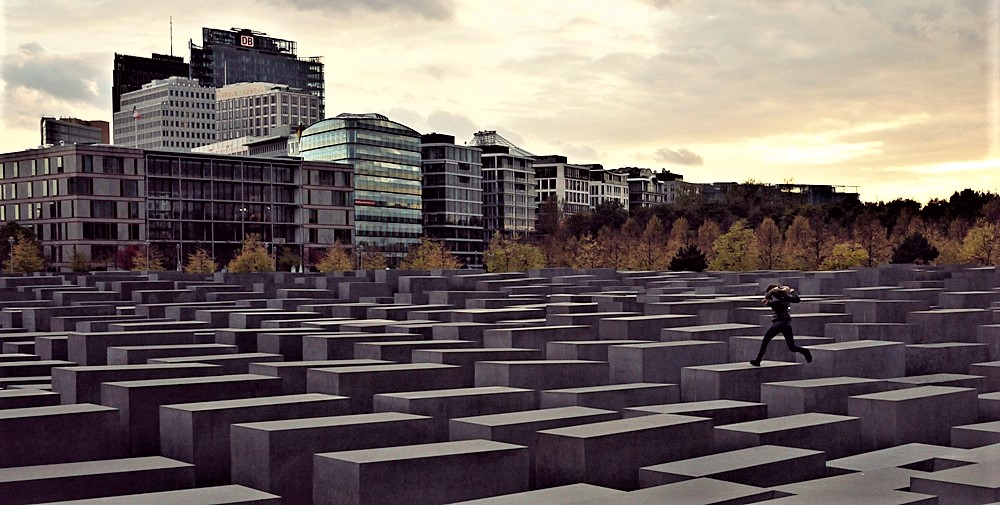
In de schemering
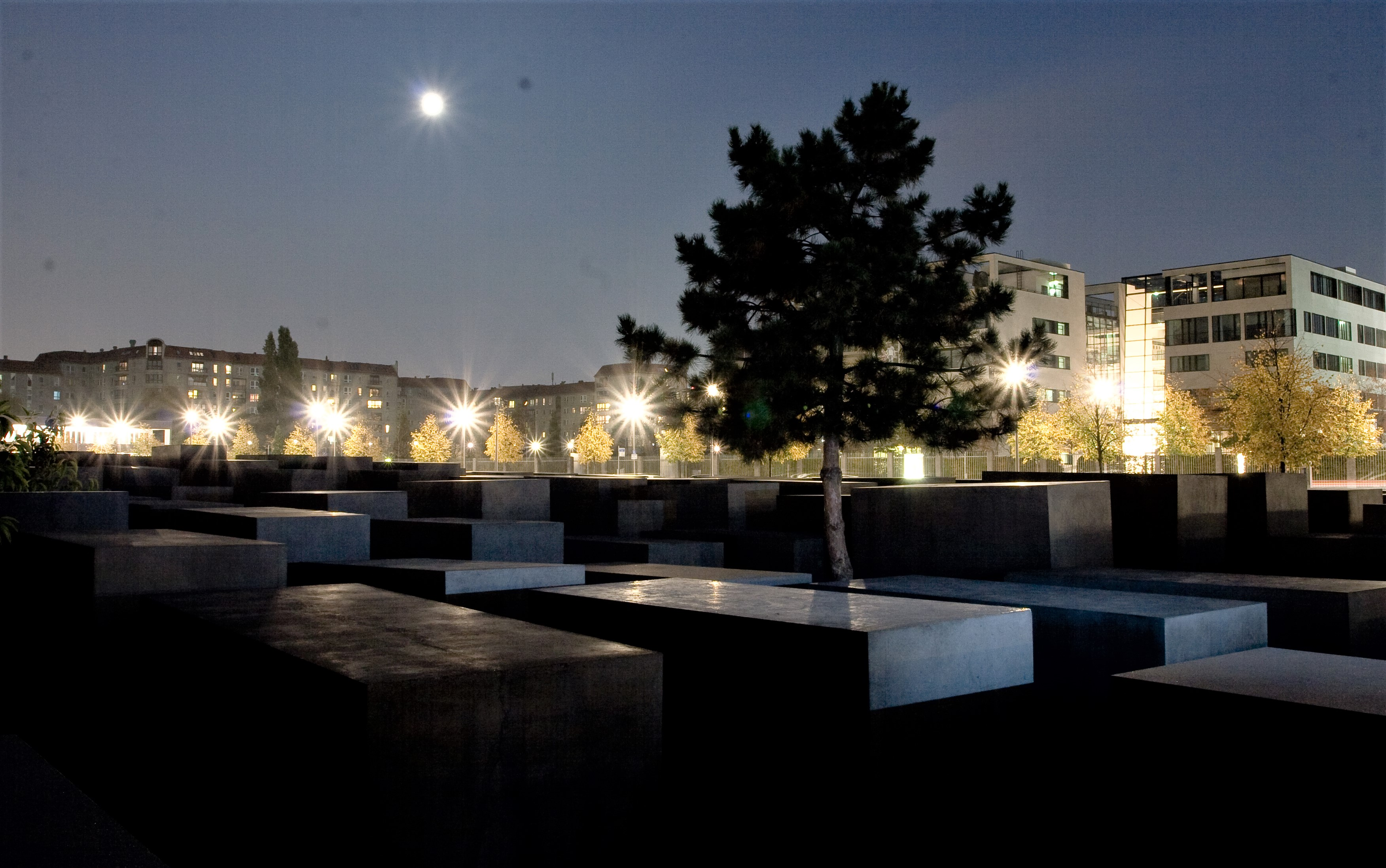
Nachtfoto
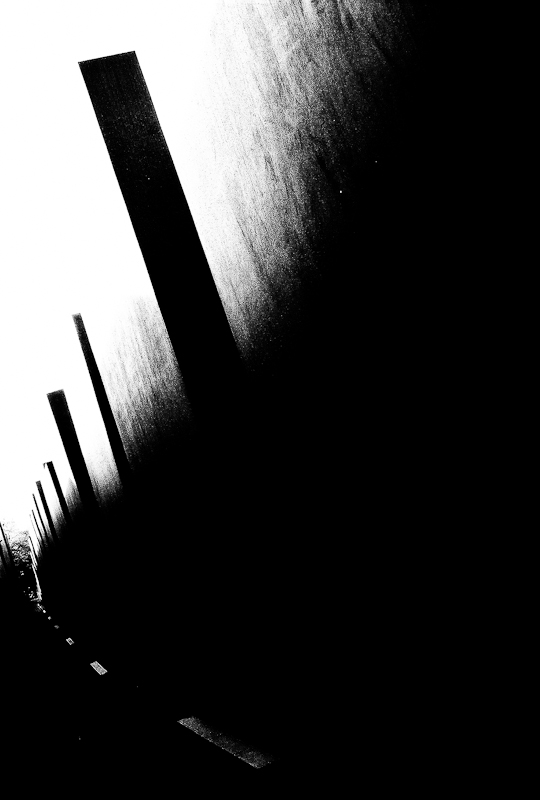
Bewustwording
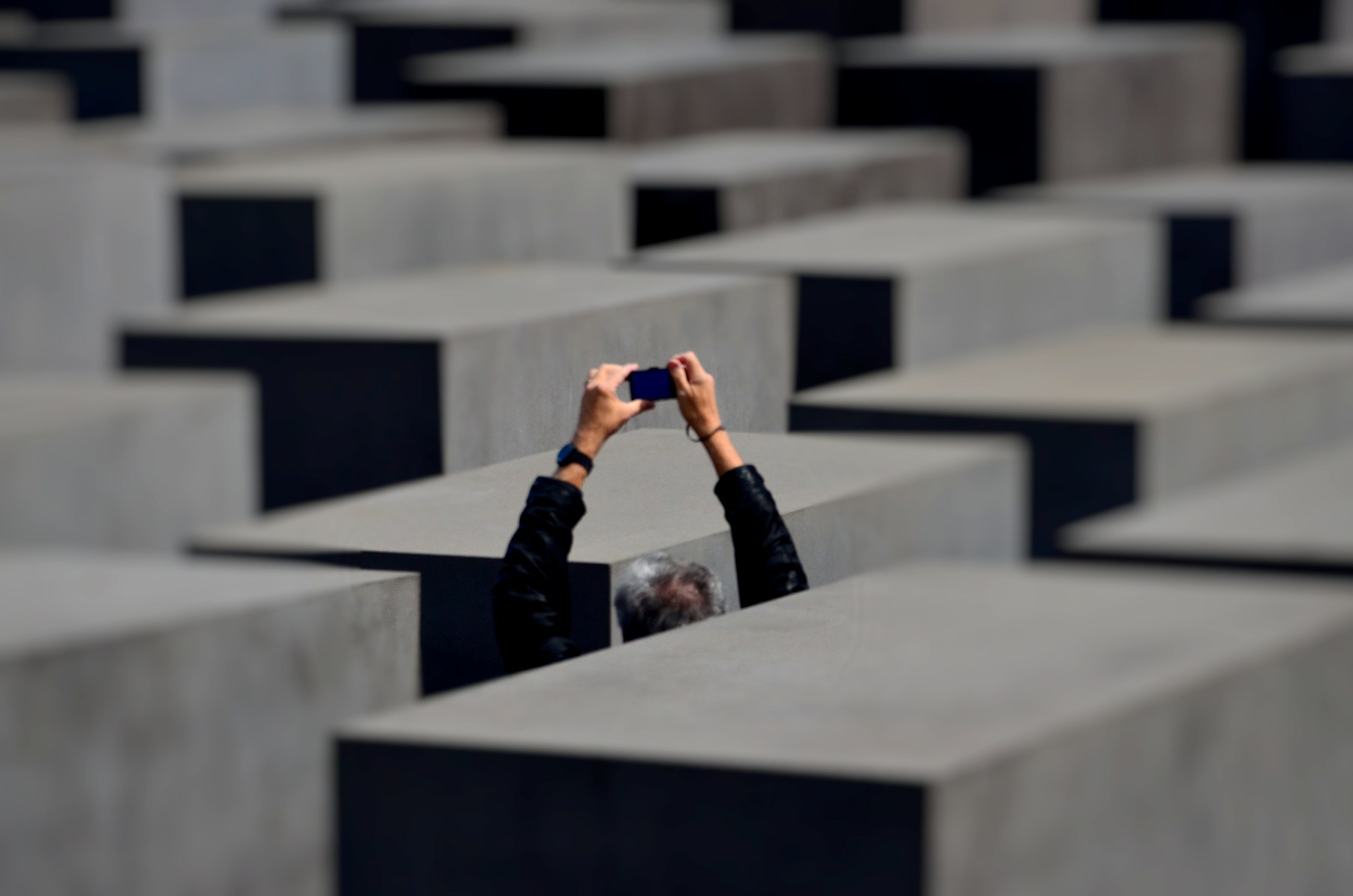
Bron van inspiratie
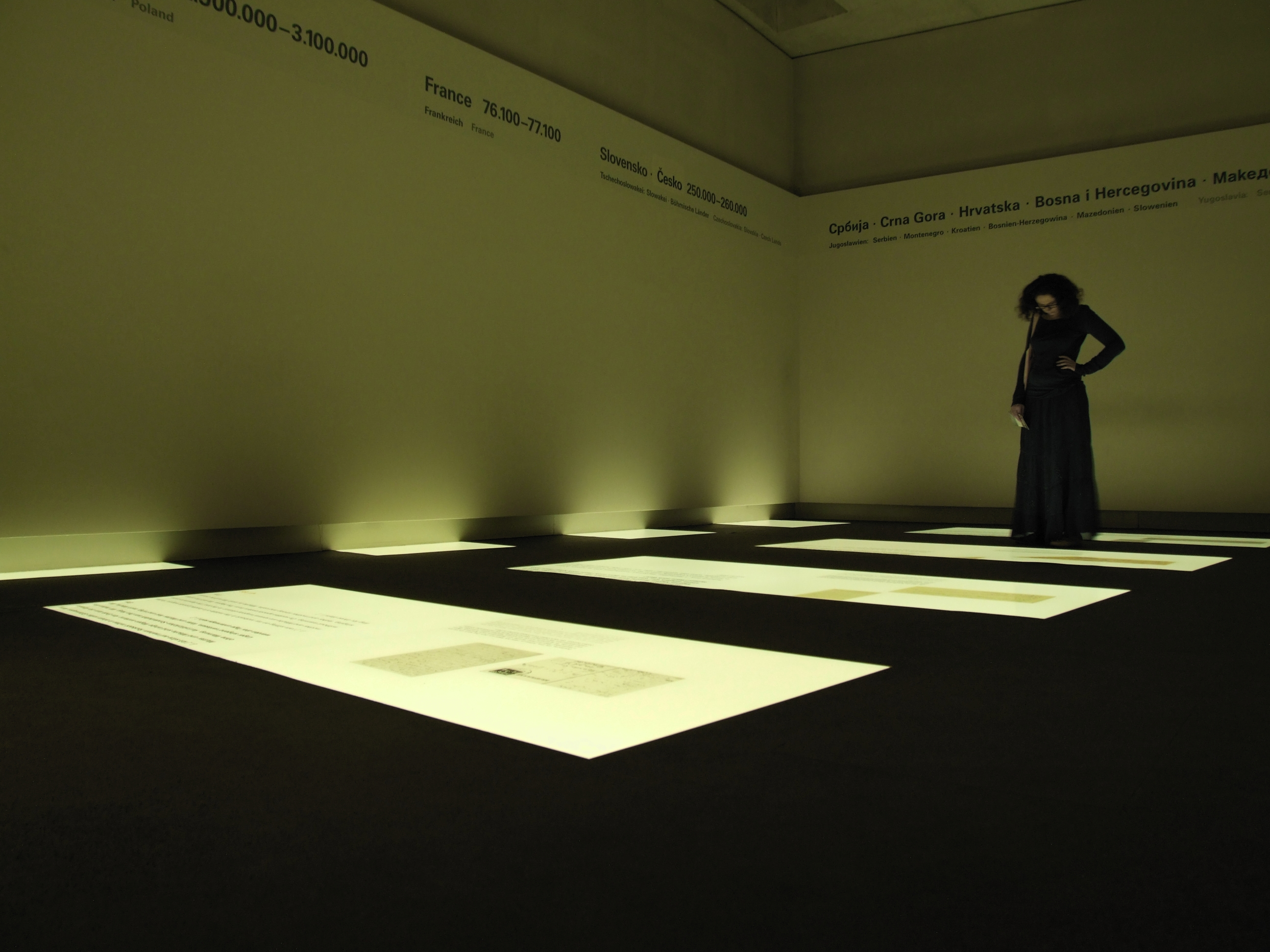
Expositieruimte